# Lycosa bedeli
Lycosa bedeli este o specie de păianjeni din genul Lycosa, familia Lycosidae, descrisă de Simon, 1876. Conform Catalogue of Life specia Lycosa bedeli nu are subspecii cunoscute.